# Dumești (Iași)
Dumeşti es una comuna ubicada en el distrito de Iași, Rumania.

## Superficie
Cuenta con una superficie de 70,60 kilómetros cuadrados.

## Demografía
Hasta 2021 la población era de 4252 habitantes, con una densidad de población de 60,23 habitantes por kilómetro cuadrado.